# Karakteristik (matematik)
I matematikken er karakteristikken af en ring R med multiplikativt neutralt element 1R defineret til at være det mindste positive heltal n, så
n1R = 0,
hvor n1R er
1R + ... + 1R med n summander.
Hvis intet sådant n eksisterer, defineres karakteristikken af R til at være 0. Karakteristikken af R betegnes ofte char(R).
Karakteristikken af en ring R kan ækvivalent defineres som det naturlige tal n, så nZ er kernen af den entydige ringhomomorfi fra Z til R, der sender 1 i 1R. En anden ækvivalent definition er, at karakteristikken af R er det entydigt bestemte naturlige tal n, så R indeholder en delring, der er isomorf med kvotientringen Z/nZ.

## I tilfælde med ringe
Hvis R og S er ringe, og der eksisterer en ringhomomorfi
R → S,
så går karakteristikken af S op i karakteristikken af R. Dette kan af og til benyttes til udelukkelse af eksistensen af bestemte ringhomomorfier. Den eneste ring med karakteristik 1 er den trivielle ring, der kun har et enkelt element 0=1. Hvis en ikke-triviel ring R ikke har nuldivisorer, er dens karakteristik enten 0 eller et primtal. Specielt gælder dette for alle legemer, alle integritetsområder og alle brøkringe. Enhver ring med karakteristik 0 er uendelig.
Ringen Z/nZ af heltal modulo n har karakteristik n. Hvis R er en delring af S, så har R og S samme karakteristik. Hvis q(X) for eksempel er et irreducibelt polynomium med koefficienter i legemet Z/pZ, hvor p er et primtal, er kvotientringen (Z/pZ)[X]/(q(X)) et legeme med karakteristik p.
Hvis en kommutativ ring R har primtalskarakteristik p, fås, at (x + y)p = xp + yp for alle elementer x og y i R. Dette resultat er også kendt som freshman's dream grundet det faktum, at folk, der ikke er bekendt med matematik, ofte begår den fejl at tro, at resultatet gælder generelt.
Afbildningen
f(x) = xp
definerer da en ringhomomorfi
R → R.
Denne kaldes Frobeniushomomorfien. Hvis R er et integritetsområde, er den injektiv.

## I tilfælde med legemer
Som nævnt ovenfor er karakteristikken af et legeme enten 0 eller et primtal.
For ethvert legeme F, findes et minimalt dellegeme, primlegemet, der er det mindste dellegeme, der indeholder 1F. Dette dellegeme er enten isomorft med brøklegemet Q eller med et endeligt legeme; strukturen af primtalslegemet og karakteristikken afhænger af hinanden. Legemer med karakteristik nul har de mest velkendte egenskaber; de repræsenterer i enhver henseende de komplekse tal (medmindre de har meget høj kardinalitet). De p-adiske legemer er legemer med karakteristik nul, der anvendes i talteori, og som konstrueres af ringe med karakteristik pk, som k → ∞.
For ethvert ordnet legeme (eksempelvis de rationale tal eller de reelle tal) er karakteristikken 0. Det endelige legeme GF(pn) har positiv karakteristik p. Der eksisterer uendelige legemer med primtalskarakteristik. For eksemepel er legemet af alle rationale funktioner over Z/pZ et sådant.
Antallet af elementer i en hvilken som helst endelig ring med primtalskarakteristik p er en potens af p: Hvis en ring har primtalskarakteristik, indeholder den Z/pZ, og så må den også være et vektorrum over det legeme, og fra lineær algebra vides, at størrelsen af endelige vektorrum over endelige legemer er en potens af legemets størrelse. Dette viser også, at størrelsen af ethvert endeligt vektorrum er en primtalspotens. (Hvis den er et vektorrum over et endeligt legeme, der har størrelse pn, må den have (pn)m = pnm elementer.)

## Fodnoter
1. ↑  PlanetMath: freshman's dream error Arkiveret 15. juli 2007 hos  Wayback Machine.